# Enzo Chiomenti
 (juin 2019).
Vincenzo Chiomenti, plus communément appelé Enzo, voire Chiom est un dessinateur italien, né le 24 mai 1930, frère d'Antonio Chiomenti avec qui il a débuté. 

## Biographie et œuvres
En France, il est surtout connu pour avoir dessiné Marco Polo, et ce, sur des centaines d'épisodes.
Chez Mon journal, il a aussi réalisé une grande quantité de couvertures, dont la quasi-totalité des Marco Polo, mais aussi d'autres revues dont une de Mister No, et des Safari. Il est également l'auteur de quantité d'autres BD, notamment chez Lug. Il a réalisé Davy Crockett avec son frère Antonio dans Hondo n°1 à 43, Ivan Karine, un récit de cosaques dans Rodéo n°138 à 151, Johnny Bourask avec Marcel Navarro comme scénariste dans Flambo/Bourask n°14 à 40, Yuma n°1 à 5 et Spécial Rodéo n°6, Le Petit Caporal sur un scénario de Roberto Renzi (scénariste d'Akim) dans Hondo n°8 à 23, Mac, les aventures d'un écossais au Far-West dans Zembla n°1 à 16 et Spécial Zembla n°7 et 8, Trapper John, une histoire de trappeur dans Spécial Kiwi n°8, 9, 11 et 16, Le Petit Trappeur dans Spécial Kiwi n°2, 45, 49 et 52, Jean Mississippi, un western dans Hondo n°31 à 35, Bob Stanley, le petit samouraï dans Spécial Zembla n°15 et 16, Jean Brume(qu'on a pu retrouver dans les nouveaux épisodes d'Homicron) sur un scénario de Franco Frescura (scénariste de Wampus) dans Nevada n°313 et enfin un épisode de Zagor paru dans Spécial Kiwi n°19 sur un scénario de Guido Nolitta (Zagor N°12 en Italie). Il a aussi publié en Allemagne et aux Pays-Bas des séries comme Raka, Fulgor (aussi dessiné par Augusto Pedrazza), Jezab ou Blau Pijl un western (Flèche Bleue en français), dans diverses revues de Mon Journal.